# Ана Џорџет Гилфорд
Ана Џорџет Гилфорд  (енгл. Anna Georgette Gilford; рођена  12. марта 1981.), професионално позната као Хани Џи (енгл. Honey G), је енглеска реперка. Била је такмичарка у тринаестој серији Икс Фактор-а 2016. године.

## Лични живот
Хани Џи је Јеврејка и тврдила је да је читав живот имала проблема због антисемитизма. Похађала је универзитет Салфорд, а дипломирала је на  вишој музичкој школи 2004. године. У јулу 2017. године објавила је да је лезбијка. 

## Каријера
На својој првој аудицији, она је отпевала  песму „Уради” (енгл. "Work it") од  Миси Елиот (енгл. Missy Elliott), која је зарадила три гласа „да". На изазову са шесторицом, отпевала је "ВТФ (Одакле су)"  (енгл.” WTF (Where They From)") Миси Еллиот и Фарела Вилиамса (енгл.  Missy Elliott and Pharrell Williams), а елиминисала ју  је ментор Шерон Озборн. Међутим, Озборн  ју је вратила  као замену за Иви Грејс Паредес, која због виза није могла да путује у Лос Анђелес. Озбоурн  је касније изабрала Хани Џи да напредује након њеног извођења Кулиовог  ,,Ганстерског раја". Она је први пут испала против Рајана Лорија  у седмој недељи. Ковел, Озборн и Волш гласали су да је спасу и Хани Џи је прошла у четвртфинале.  Хани Џи је била на дну у другом четвртфиналу. Након сингла, само Озборн је гласао за слање Хани Џи Г у полуфинале и она је завршила на петом месту. 
Током целог такмичења, Хани Џи суочила се са критикама због новинског чланка, написаног под утицајем једне од судија, Никол Шерзингер. Изабел Мохан из Телеграфа дала јој је титулу „највеће шале у историји Икс Фактора."
Наступила је на финалу Икс Фактора у Вембли Арени као гостујући извођач где је и званично објавила да је потписала уговор са дискографском кућом  Сико Мјузик (енгл. Syco Music), и да ће објавити свој дебитантски сингл, „Хани Џи Шоу" (енгл. "The Honey G Show"), 23. децембра. Сингл је добио мало унапређење и стигао је до броја 149 на листи синглова у Великој Британији. 

### 2017–2018: Издавачка кућа и музичка издања
У мају 2017. године, Хани Џи објавила је да оснива независну дискографску кућу, након што је раскинула уговор са Сико Мјузиком .  30. јуна 2017. издала је свој други сингл "Hit You with the Honey G" уз музички видео. У децембру 2017. издала је свој трећи сингл "Riding Hot with the Babes". Музички спот за нумеру објављен је 12. јануара 2018. године на Вево реп страници.

### 2018 – данас
Гилфордова  сада ради као агент за некретнине.